# Obsjtina Gurkovo
Obsjtina Gurkovo (bulgariska: Община Гурково) är en kommun i Bulgarien.   Den ligger i regionen Stara Zagora, i den centrala delen av landet, 200 km öster om huvudstaden Sofia. Antalet invånare är 2 768. Arean är 58 kvadratkilometer.
Terrängen i Obsjtina Gurkovo är huvudsakligen lite bergig.
Obsjtina Gurkovo delas in i:
- Panitjerevo
- Konare

Trakten runt Obsjtina Gurkovo består till största delen av jordbruksmark. Runt Obsjtina Gurkovo är det ganska glesbefolkat, med 22 invånare per kvadratkilometer.